# Saison 2017 de l'équipe cycliste WM3
La Saison 2017 de l'équipe WM3 est la treizième de la formation. Le départ du partenaire Rabobank conduit à un profond remaniement de l'effectif. Les deux leaders sont Marianne Vos et Katarzyna Niewiadoma. Les autres coureuses expérimentées quittent l'équipe :  Anna van der Breggen, Pauline Ferrand-Prévot, Thalita de Jong, Lucinda Brand, Shara Gillow et Roxane Knetemann. Des jeunes coureuses sont recrutées : Riejanne Markus, Lauren Kitchen, Anna Plichta, Rotem Gafinovitz et Valentina Scandolara.
Katarzyna Niewiadoma réalise une saison très régulière. Elle est deuxième des Strade Bianche puis troisième des trois épreuves de la semaine Ardennaise. Elle remporte le Women's Tour grâce à une attaque lors de la première étape, pourtant parfaitement plate. Marianne Vos commence la saison par une deuxième place lors des championnats du monde de cyclo-cross. Elle remporte ensuite neuf victoires sur route, la plupart au sprint, dont le championnat d'Europe sur route et le Tour de Norvège. Anouska Koster gagne le Tour de Belgique grâce à un numéro lors de la dernière étape. Riejanne Markus s'impose lors du Gracia Orlova et du Circuit de Borsele. Enfin Valentina Scandolara lève les bras lors de Dwars door de Westhoek. L'équipe est sixième du World Tour et Katarzyna Niewiadoma troisième du classement individuel.

## Préparation de la saison

### Partenaires et matériel de l'équipe

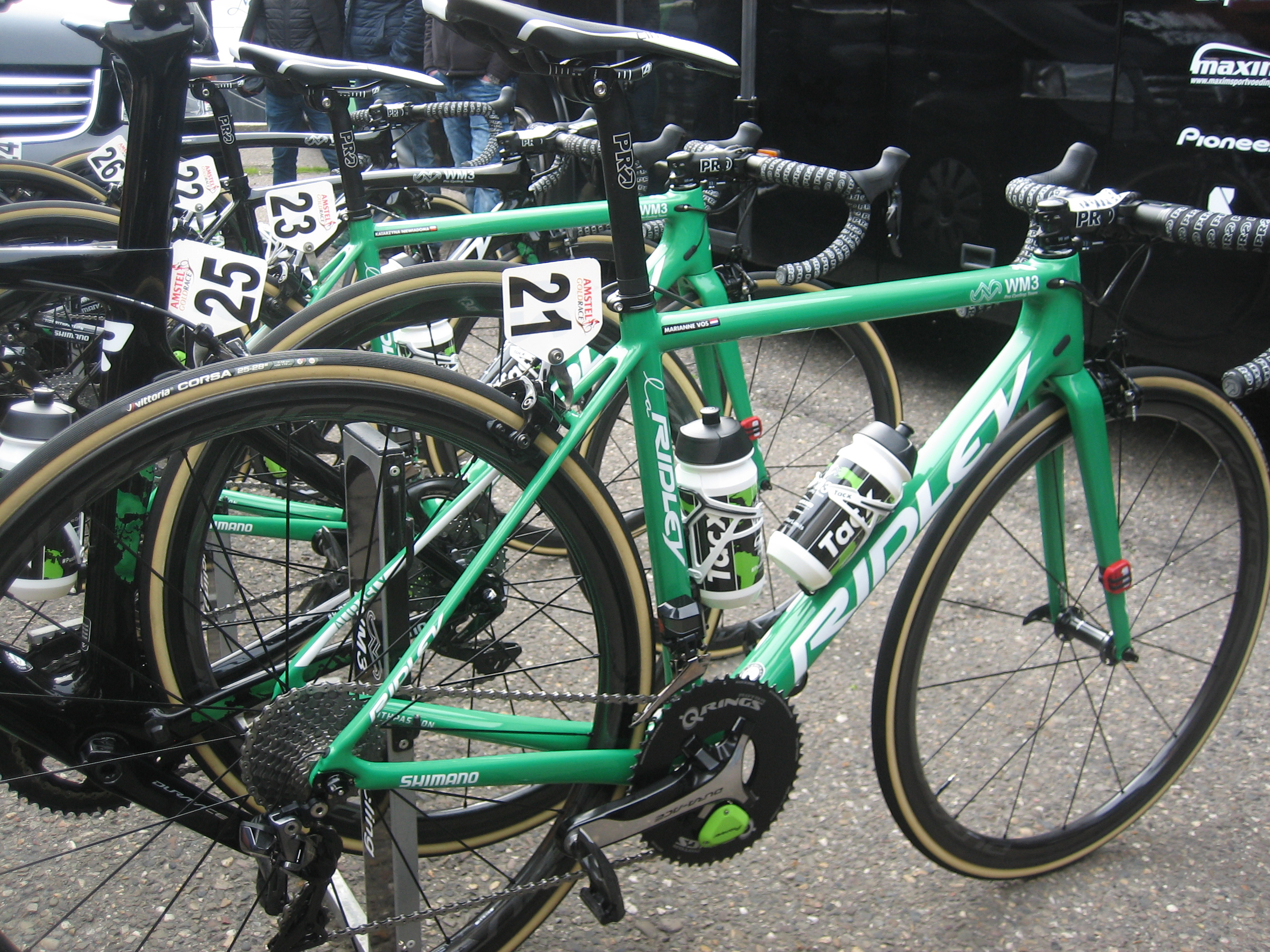
Vélos de l'équipe

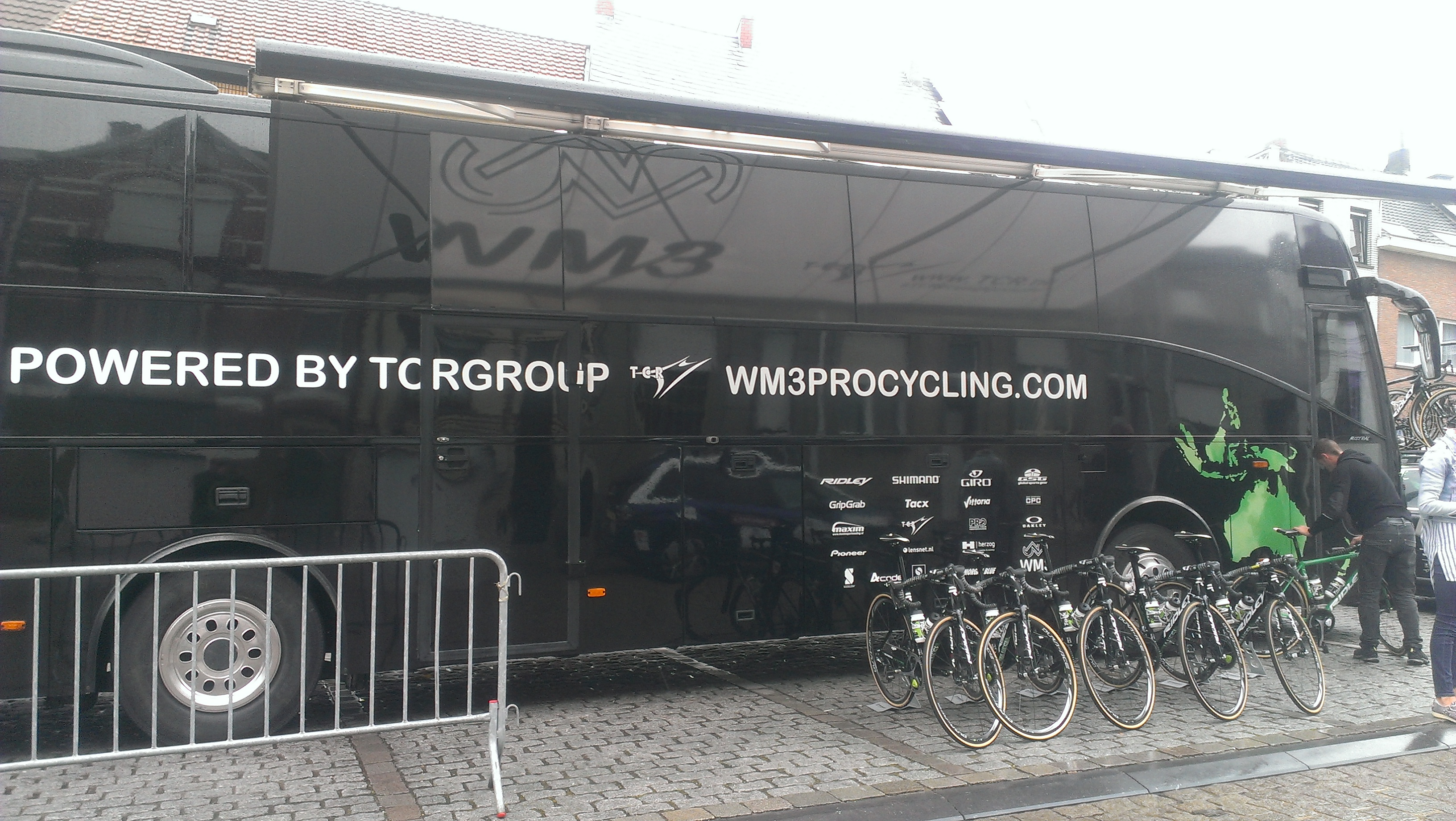
Bus de l'équipe

En décembre 2015, Rabobank annonce arrêter son partenariat à la fin de l'année suivante. Marianne Vos décide pourtant de maintenir l'équipe sous le nom provisoire de Fortitude. À la fin de l'année 2016, il est annoncé que l'entreprise d'énergie néerlandaise WM3 devient partenaire principal de la formation,.
L'équipe court sur des vélos Ridley.

### Arrivées et départs
L'effectif est considérablement modifié. Les deux leaders sont Marianne Vos et Katarzyna Niewiadoma. La championne des Pays-Bas Anouska Koster reste également dans l'équipe. Au niveau des recrues, la jeune et prometteuse Néerlandaise Riejanne Markus rejoint l'effectif, tout comme l'Australienne Lauren Kitchen qui a déjà quelques références sur les courses du Coupe du monde. Enfin, Anna Plichta, Rotem Gafinovitz et Valentina Scandolara complètent l'équipe.
Les départs sont nombreux avec : la championne olympique Anna van der Breggen, l'ancienne championne du monde sur route Pauline Ferrand-Prévot, celle du cyclo-cross Thalita de Jong, la sprinteuse Lucinda Brand ainsi que les équipières de luxe Shara Gillow et Roxane Knetemann.
| Arrivées             | Équipe 2016         |
| -------------------- | ------------------- |
| Rotem Gafinovitz     | Néo-professionnelle |
| Lauren Kitchen       | Hitec Products      |
| Riejanne Markus      | Liv-Plantur         |
| Anna Plichta         | BTC City Ljubljana  |
| Valentina Scandolara | Cylance             |

| Départs                | Équipe 2017                        |
| ---------------------- | ---------------------------------- |
| Lucinda Brand          | Sunweb                             |
| Anna van der Breggen   | Boels Dolmans                      |
| Pauline Ferrand-Prévot | Canyon-SRAM                        |
| Shara Gillow           | FDJ-Nouvelle Aquitaine-Futuroscope |
| Thalita de Jong        | Lares-Waowdeals                    |
| Roxane Knetemann       | FDJ-Nouvelle Aquitaine-Futuroscope |

## Effectif et encadrement

### Effectif
| Effectif 2017             | Effectif 2017     | Effectif 2017 | Effectif 2017                             |
| Cycliste                  | Date de naissance | Pays          | Équipe précédente                         |
| ------------------------- | ----------------- | ------------- | ----------------------------------------- |
| Rotem Gafinovitz          | 9 juin 1992       | Israël        | Jos Feron Lady Force (2016)               |
| Yara Kastelijn            | 9 août 1997       | Pays-Bas      | De Jonge Renner (2015)                    |
| Lauren Kitchen            | 21 novembre 1990  | Australie     | Hitec Products (2016)                     |
| Jeanne Korevaar           | 24 septembre 1996 | Pays-Bas      | Jan van Arckel (2015)                     |
| Anouska Koster            | 20 août 1993      | Pays-Bas      | Futurumshop.nl-Zannata (2014)             |
| Riejanne Markus           | 1 septembre 1994  | Pays-Bas      | Liv-Plantur (2016)                        |
| Katarzyna Niewiadoma      | 29 septembre 1994 | Pologne       | TKK Pacific Toruń - Nestlé Fitness (2013) |
| Anna Plichta              | 10 février 1992   | Pologne       | BTC City Ljubljana (2016)                 |
| Valentina Scandolara      | 1 mai 1990        | Italie        | Cylance (2016)                            |
| Moniek Tenniglo           | 2 mai 1988        | Pays-Bas      | Jan van Arckel (2014)                     |
| Marianne Vos              | 13 mai 1987       | Pays-Bas      |                                           |
|                           |                   |               |                                           |
| Source : Cycling Archives |                   |               |                                           |

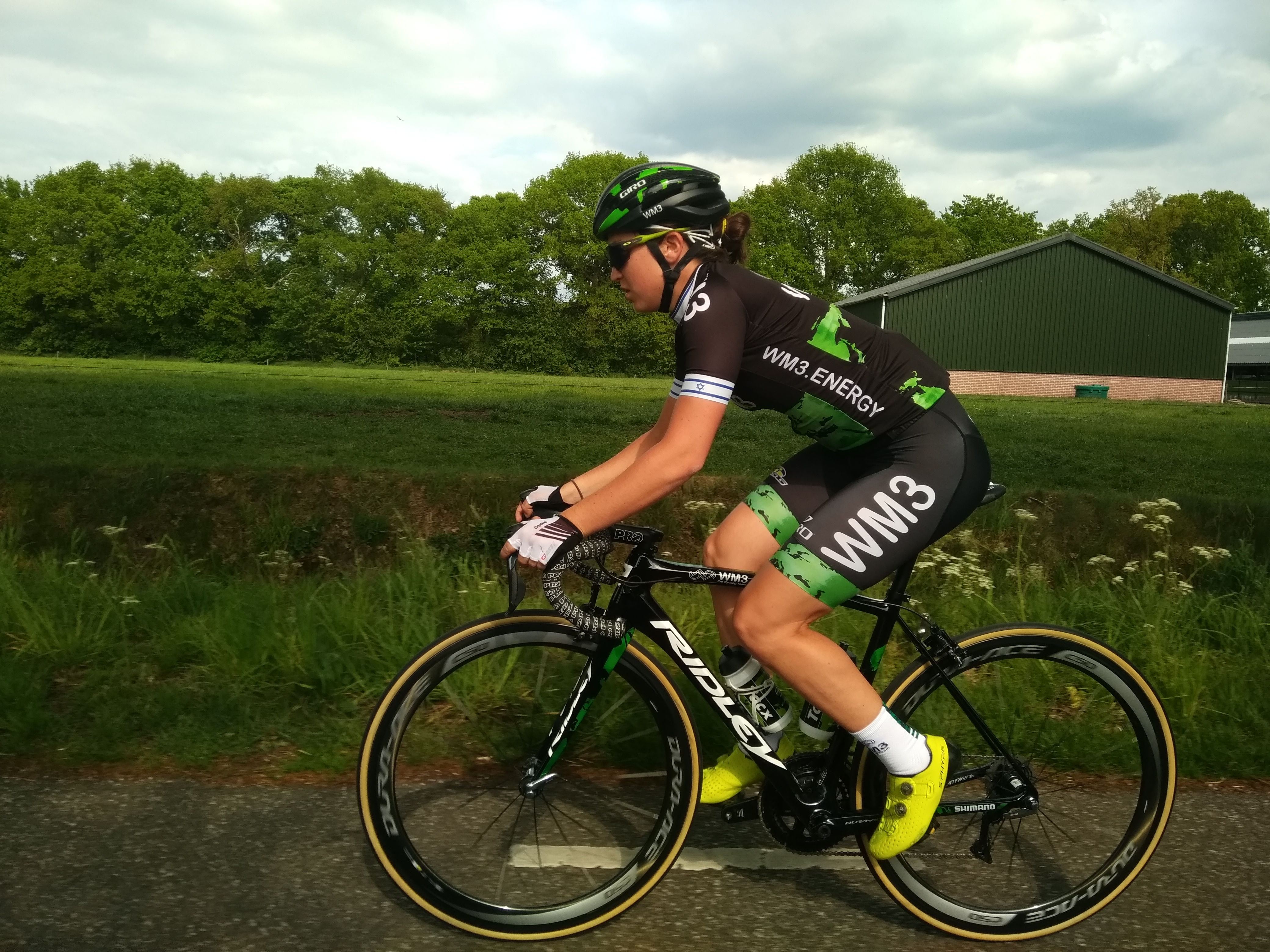
Rotem Gafinovitz
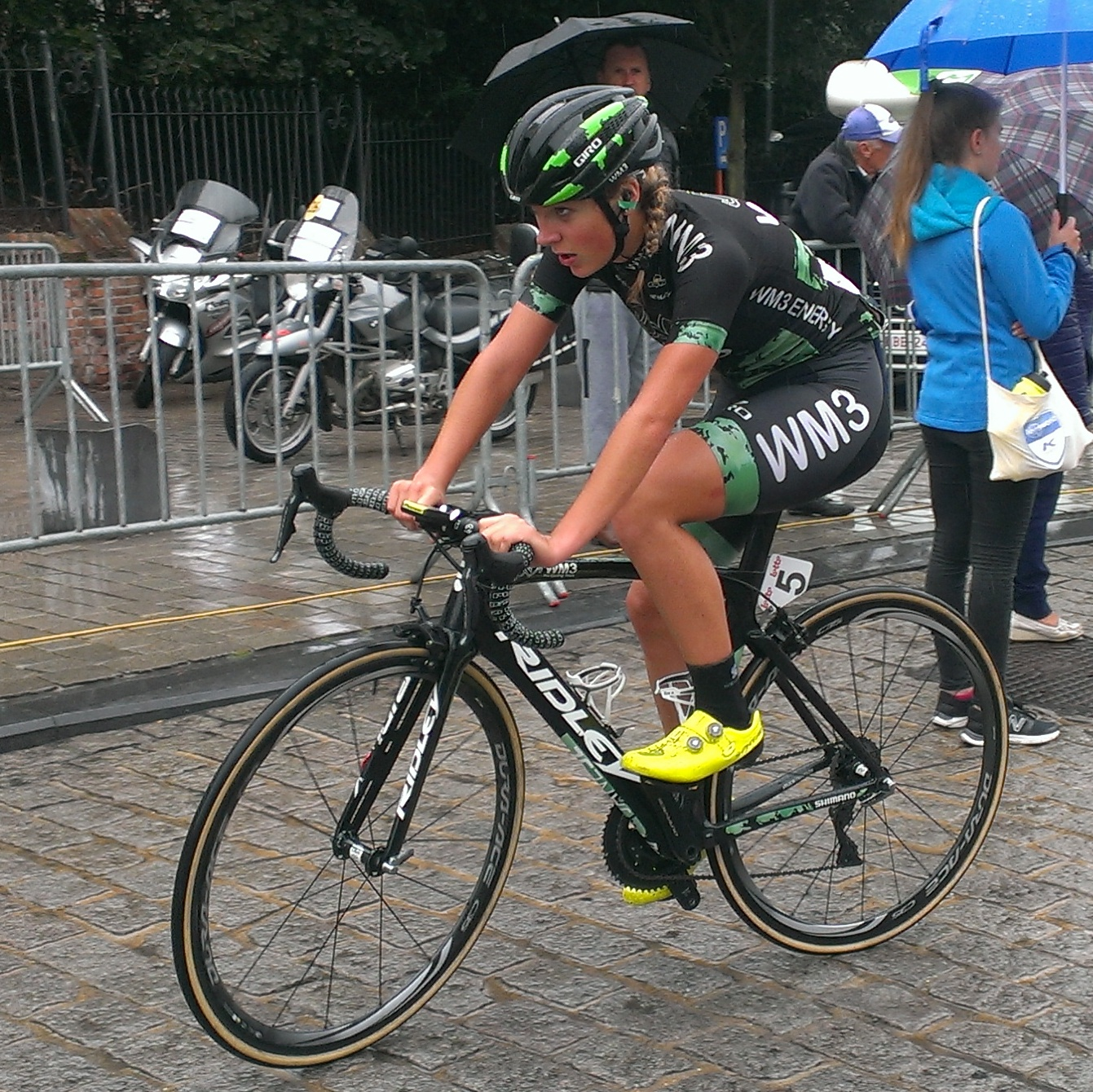
Yara Kastelijn
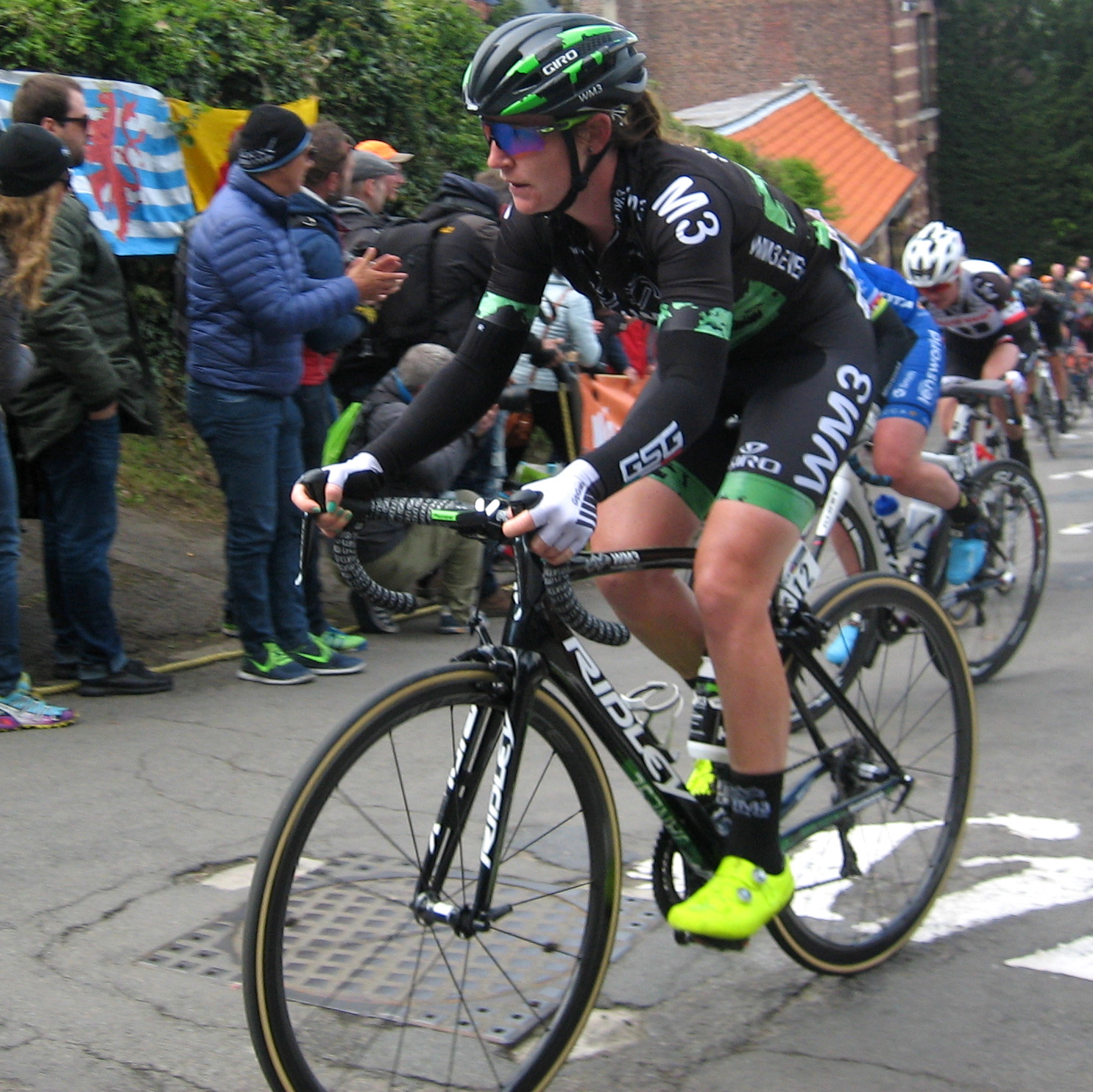
Lauren Kitchen
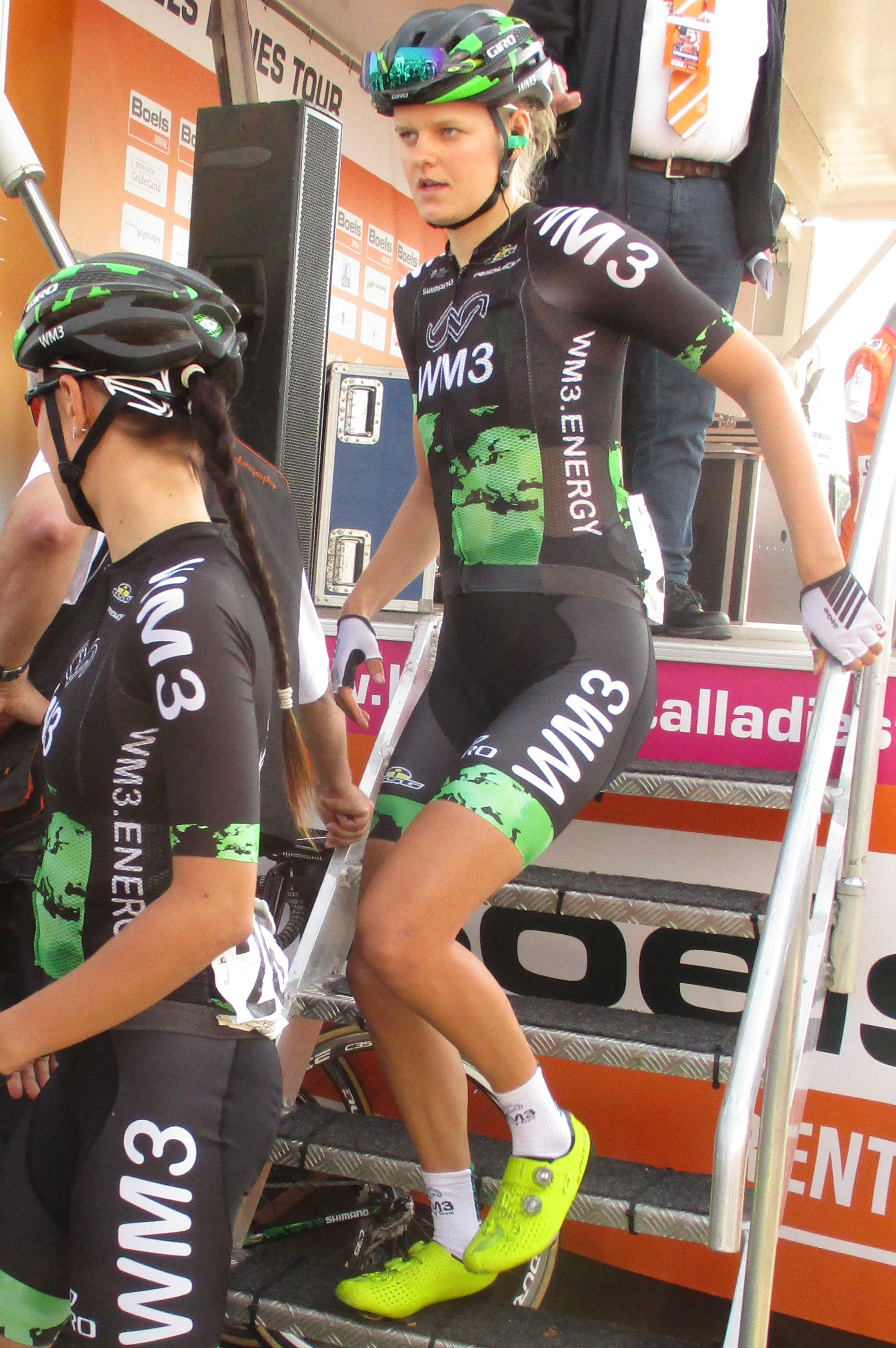
Jeanne Korevaar
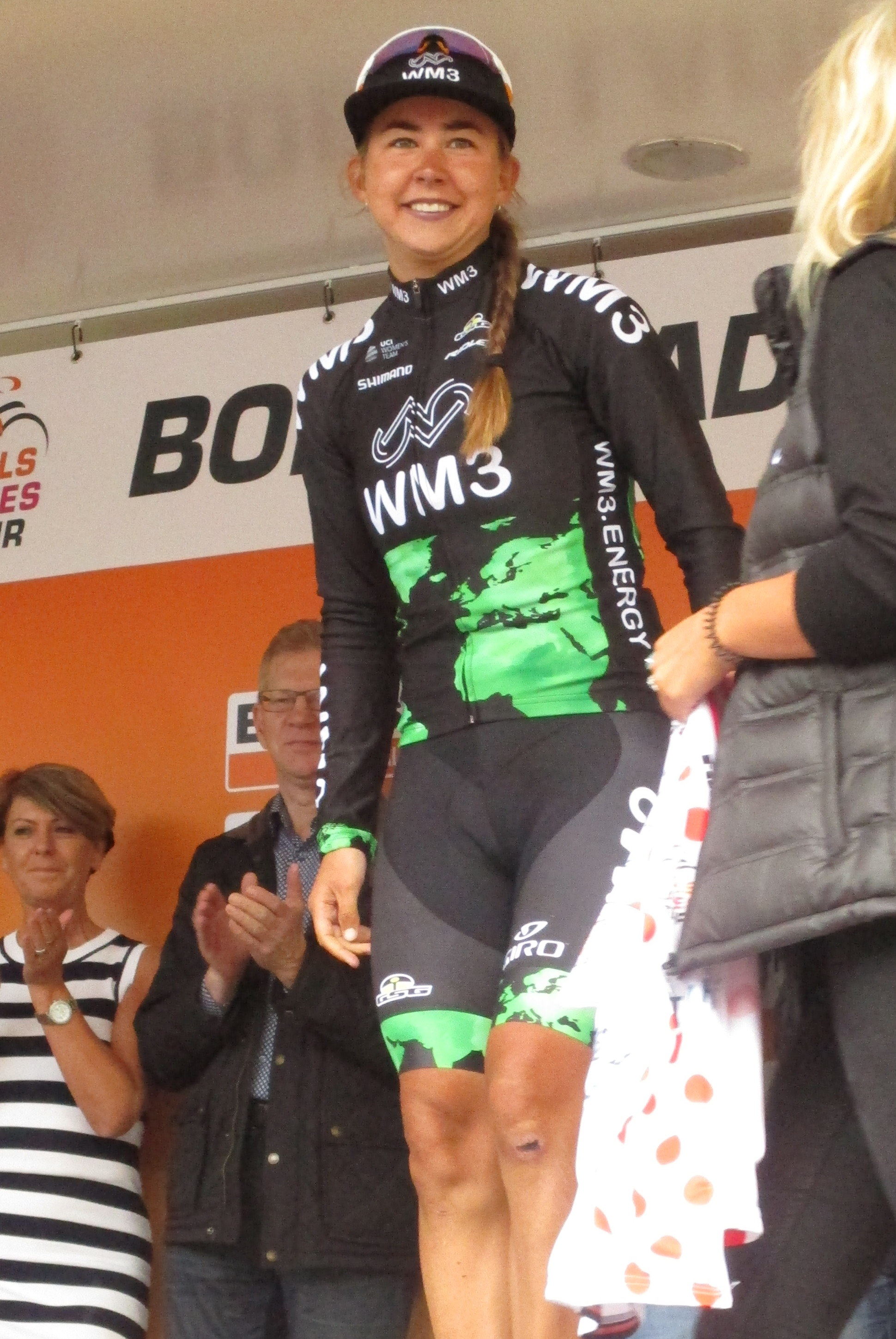
Anouska Koster
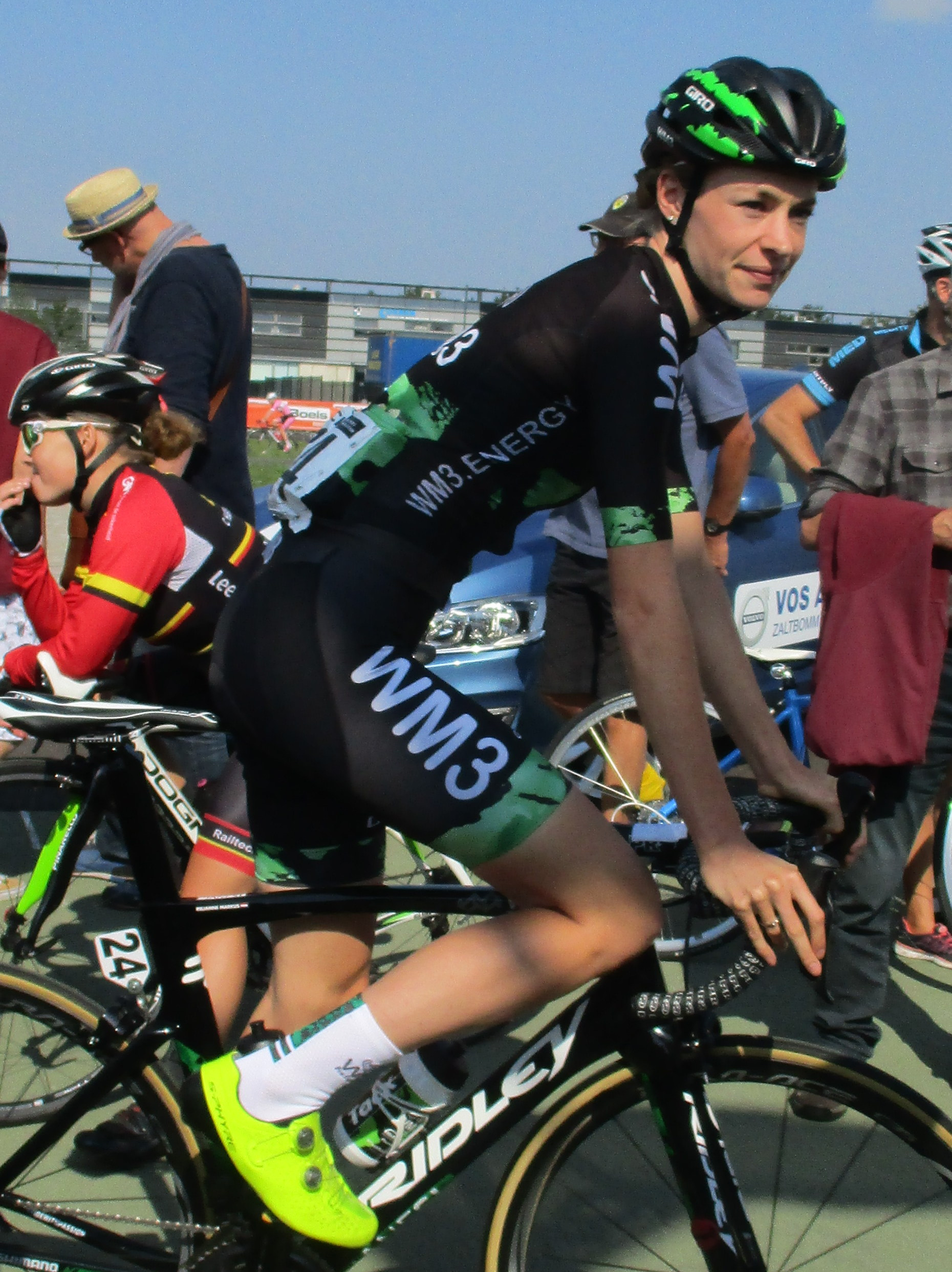
Riejanne Markus
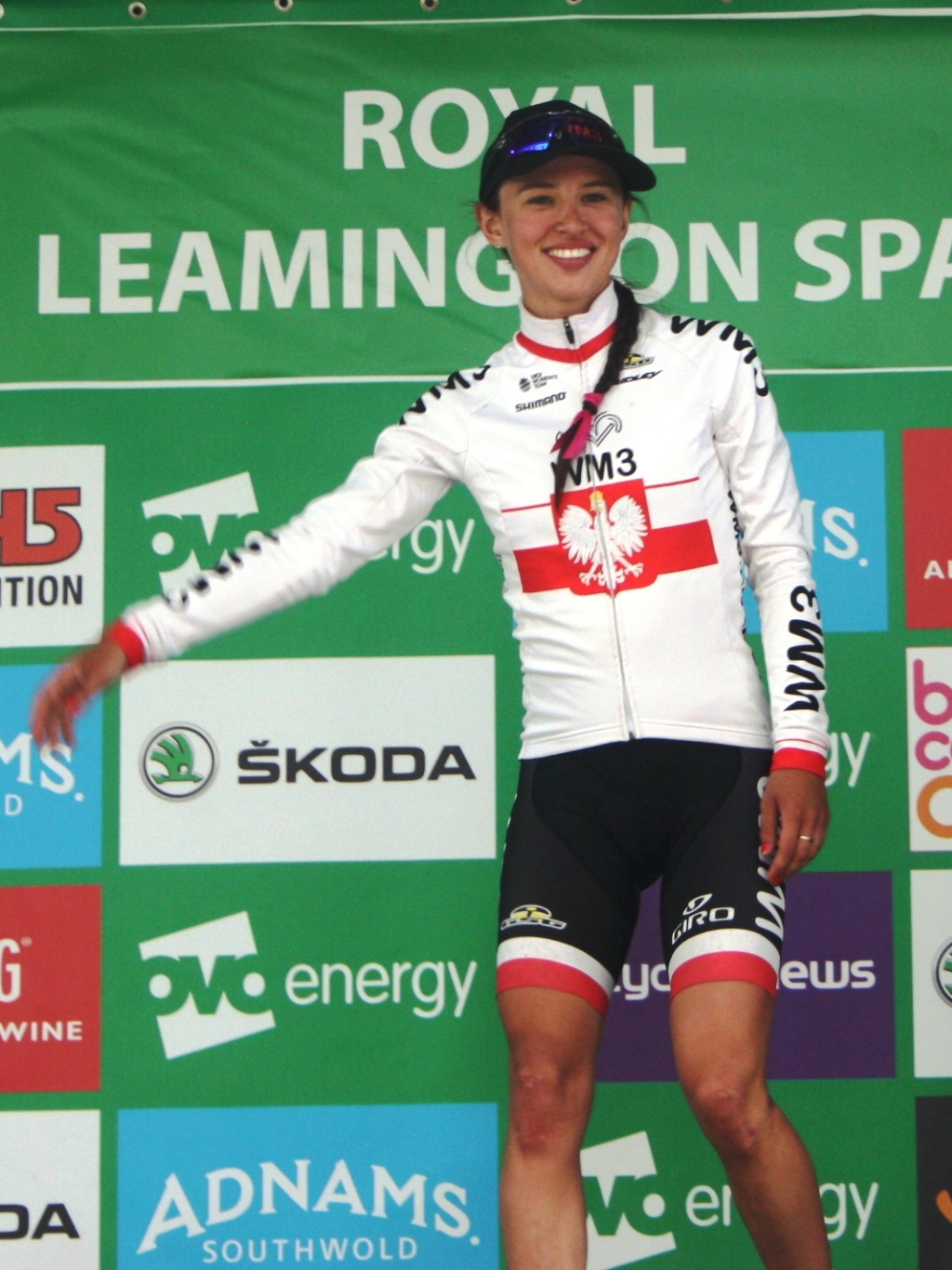
Katarzyna Niewiadoma
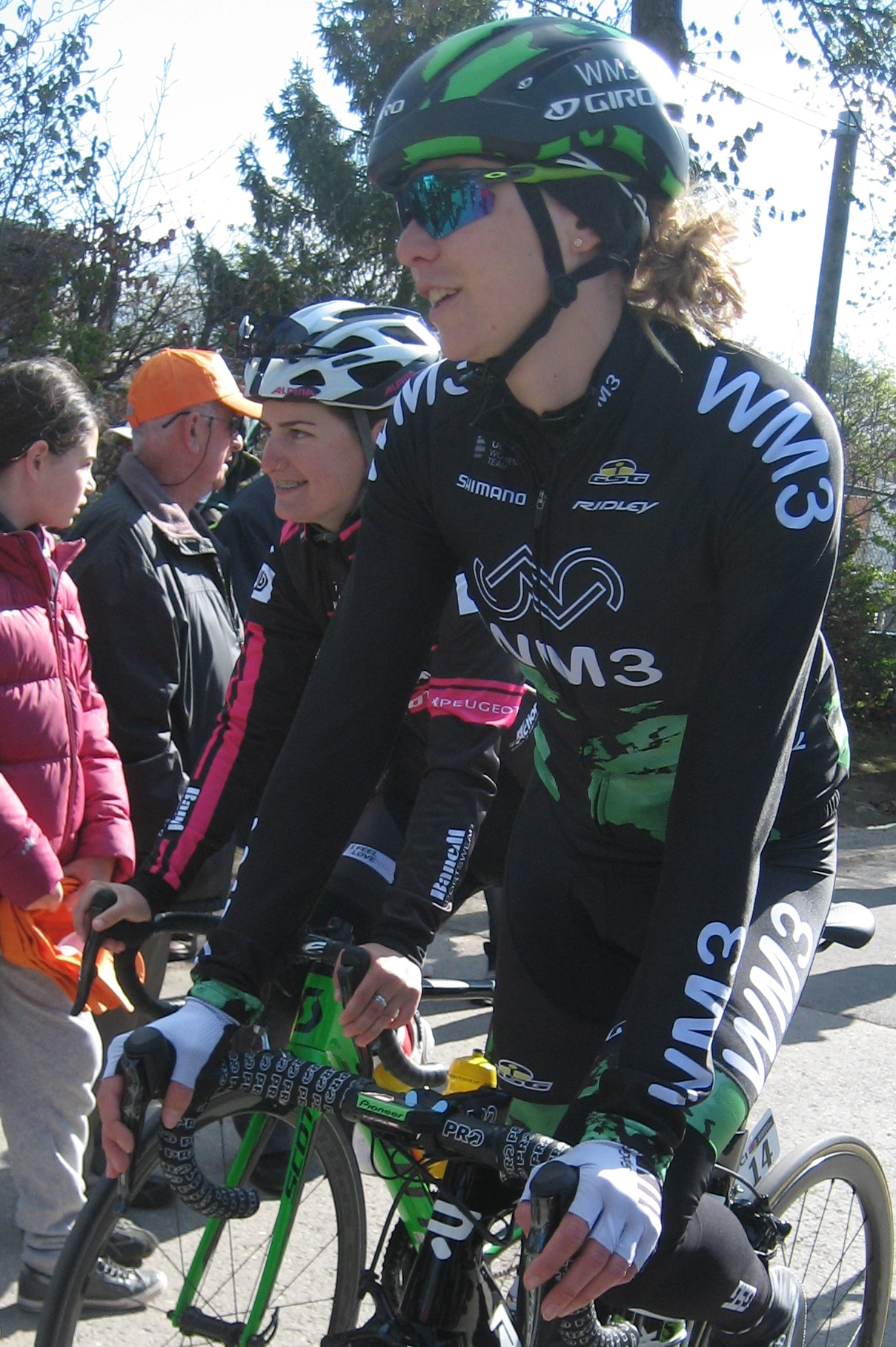
Anna Plichta
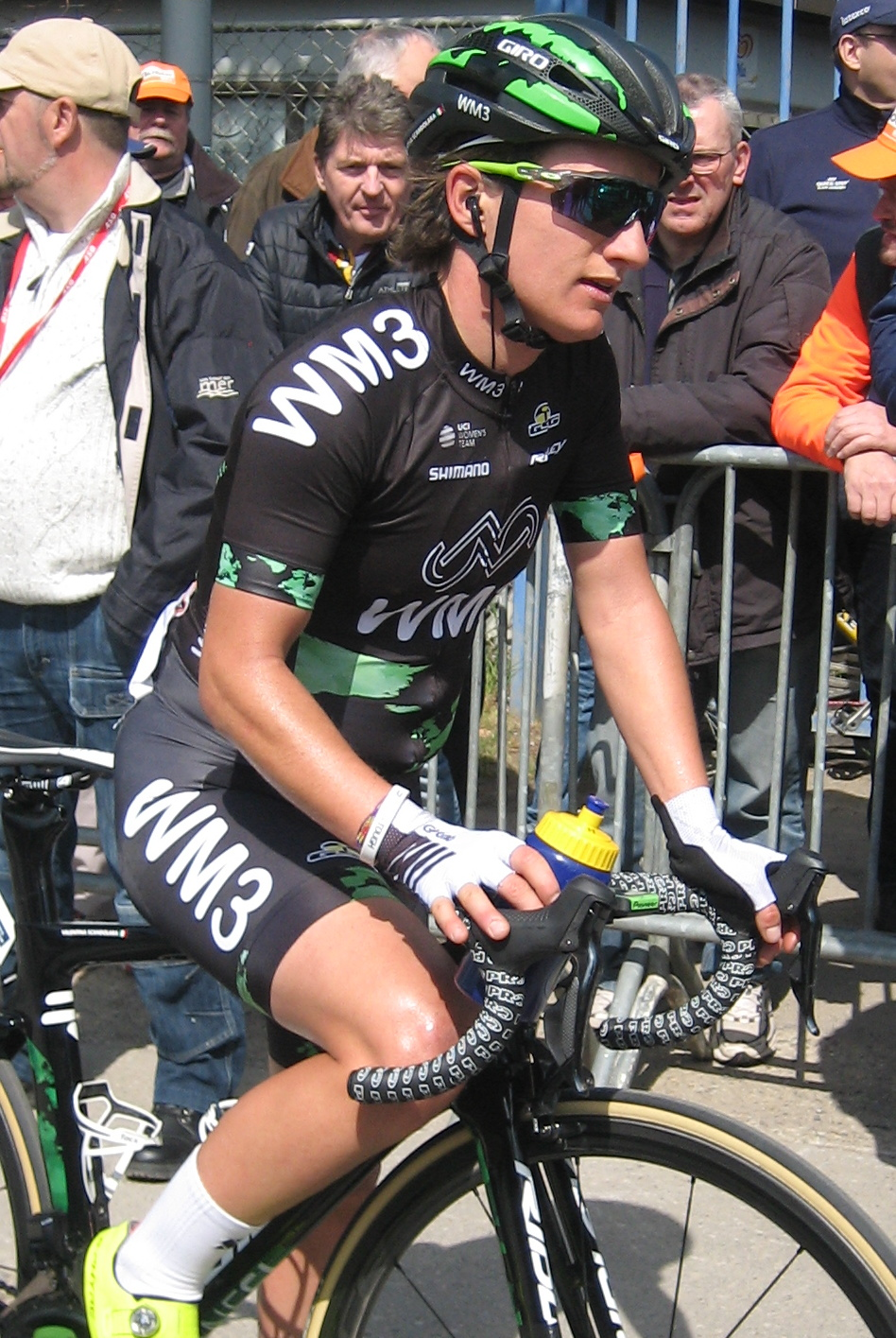
Valentina Scandolara
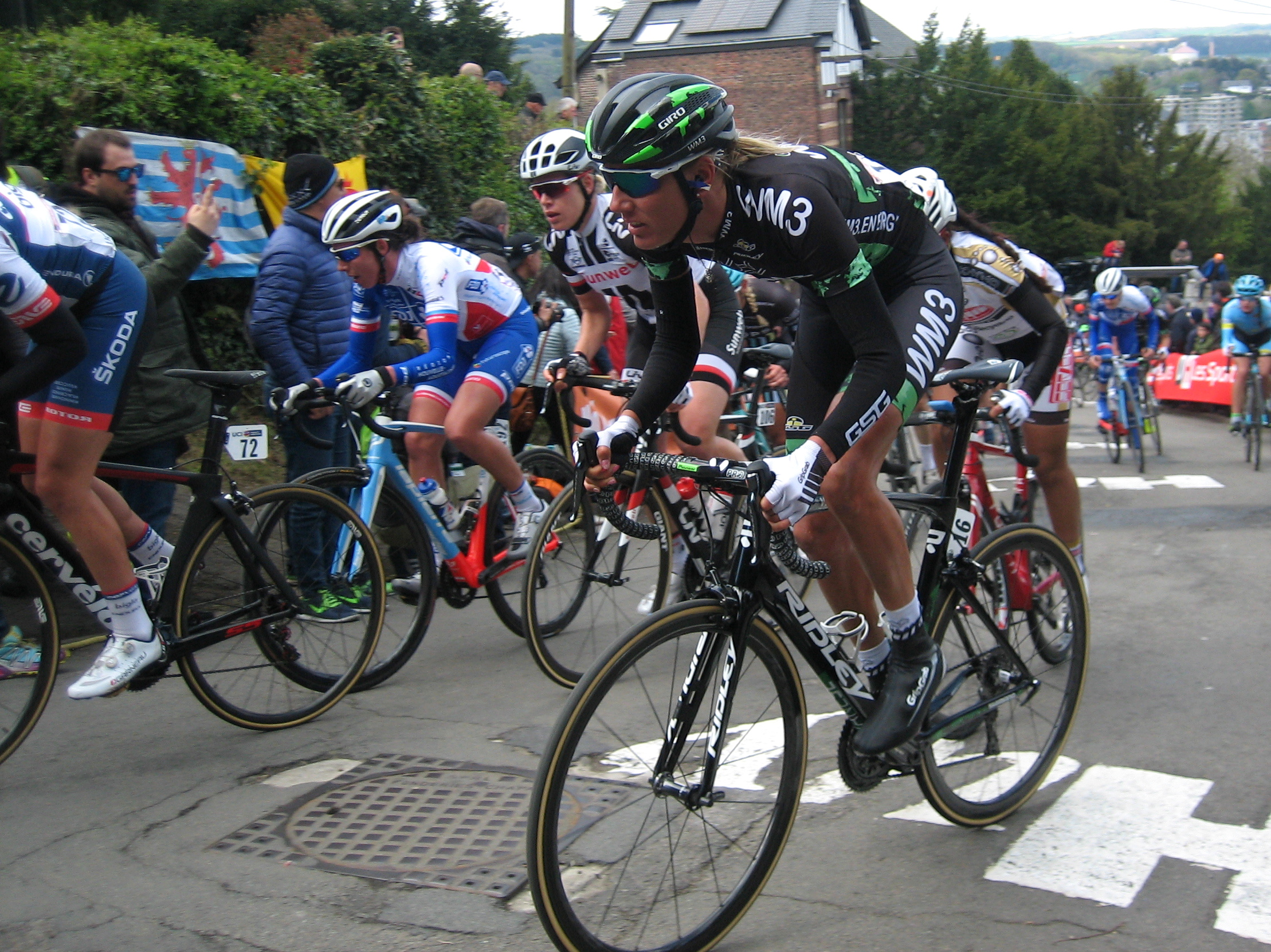
Moniek Tenniglo
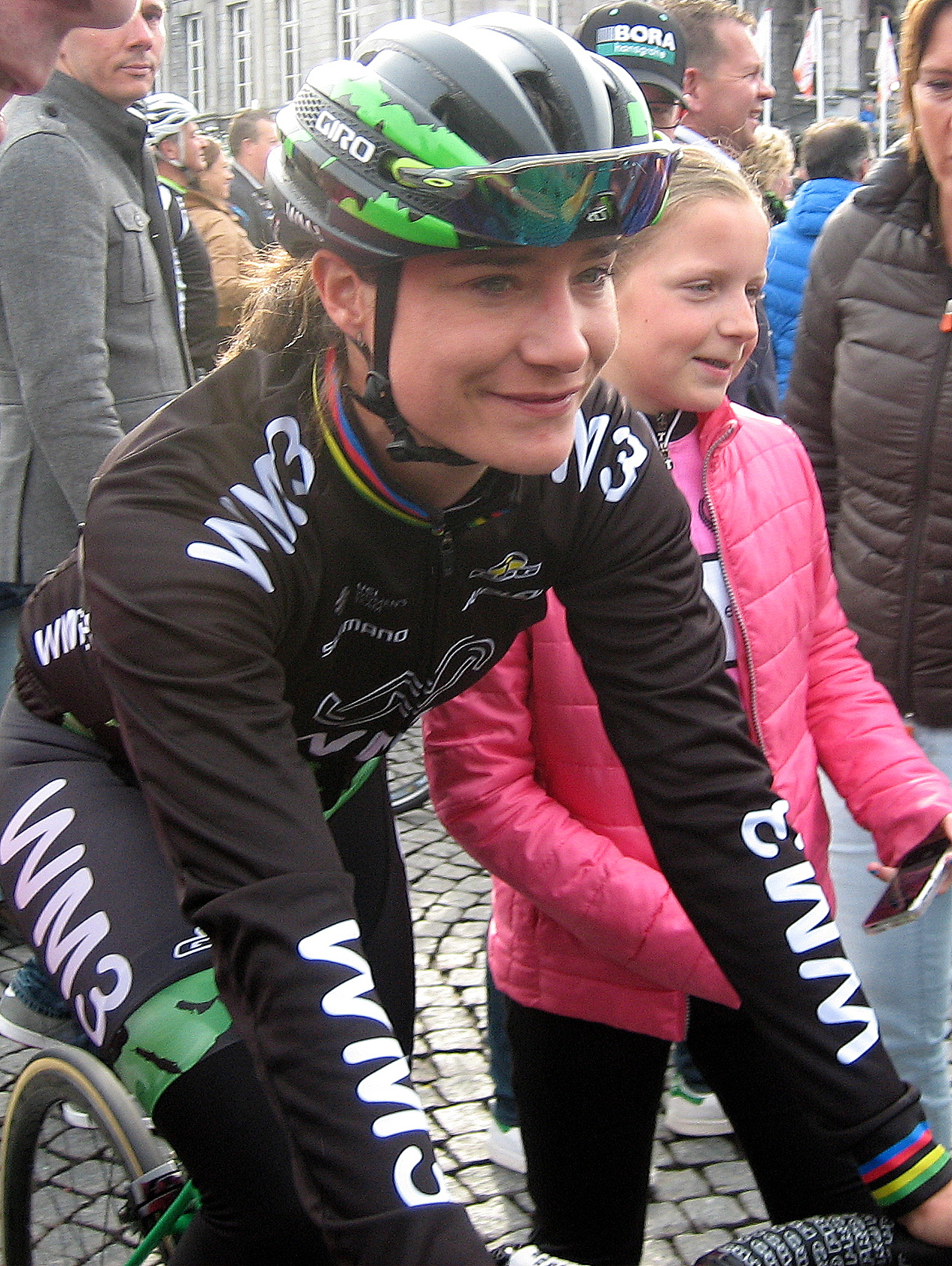
Marianne Vos

### Encadrement
Koos Moerenhout reste directeur de l'équipe et représentant auprès de l'UCI. Jeroen Blijlevens redevient le directeur sportif de l'équipe après avoir exercé cette fonction de 2010 à 2012.

## Déroulement de la saison

### Janvier
Marianne Vos commence l'année 2017 sur la lancée de la fin 2016, où elle a gagné la manche de Superprestige de Diegem puis la manche de Coupe du monde à Heusden-Zolder, en remportant les deux dernières épreuves de Coupe du monde à Fiuggi et Hoogerheide. Aux championnats du monde, elle doit se contenter de la deuxième place derrière Sanne Cant. Cela met fin à huit ans de domination de l'équipe Rabobank sur le championnat du monde de cyclo-cross féminin.

### Février-mars
Au  Circuit Het Nieuwsblad, Katarzyna Niewiadoma ne parvient pas à suivre les meilleures dans le Molenberg et se classe douzième.
Aux Strade Bianche, Katarzyna Niewiadoma est victime d'une chute dans le secteur gravier cinq, mais revient dans le peloton. Une sélection s'opère dans l'avant dernier secteur et seules cinq coureuses sont en tête : Elisa Longo Borghini, Elizabeth Deignan, Katarzyna Niewiadoma rejointes immédiatement par Annemiek van Vleuten et Katrin Garfoot. Dans la montée finale, Elisa Longo Borghini accélère dans la partie la plus difficile, reprenant au passage Lucinda Brand et Shara Gillow qui comptaient quelques secondes d'avance. Elle est suivie seulement par Katarzyna Niewiadoma qui prend la deuxième place.
Au Tour de Drenthe, Marianne Vos se classe septième. Sur le Trofeo Alfredo Binda-Comune di Cittiglio, au dernier passage sur la ligne, Katrin Garfoot et Shara Gillow, Alena Amialiusik et Marianne Vos s'échappent. La formation Boels Dolmans prend en charge la chasse et reprend les fuyardes. Dans l'ascension suivante, Annemiek van Vleuten passe à l'attaque. Elle est suivie par Elisa Longo Borghini,  Katarzyna Niewiadoma, Hanna Nilsson, Arlenis Sierra, Alena Amialiusik, Coryn Rivera et Katrin Garfoot. Celle-ci attaque de nouveau et arrive au pied de la dernière montée de la journée seule. Elisa Longo Borghini et Kataryna Niewiadoma sont quelques mètres derrière lorsque la route s'élève. Le peloton revient néanmoins sur les échappées. Annemiek van Vleuten, puis Katarzyna Niewiadoma et enfin Shara Gillow tentent une dernière attaque sur le plat, mais sans succès. La victoire se joue au sprint et Katarzyna Niewiadoma se classe huitième,. Elle est ensuite neuvième d'À travers les Flandres.

### Avril

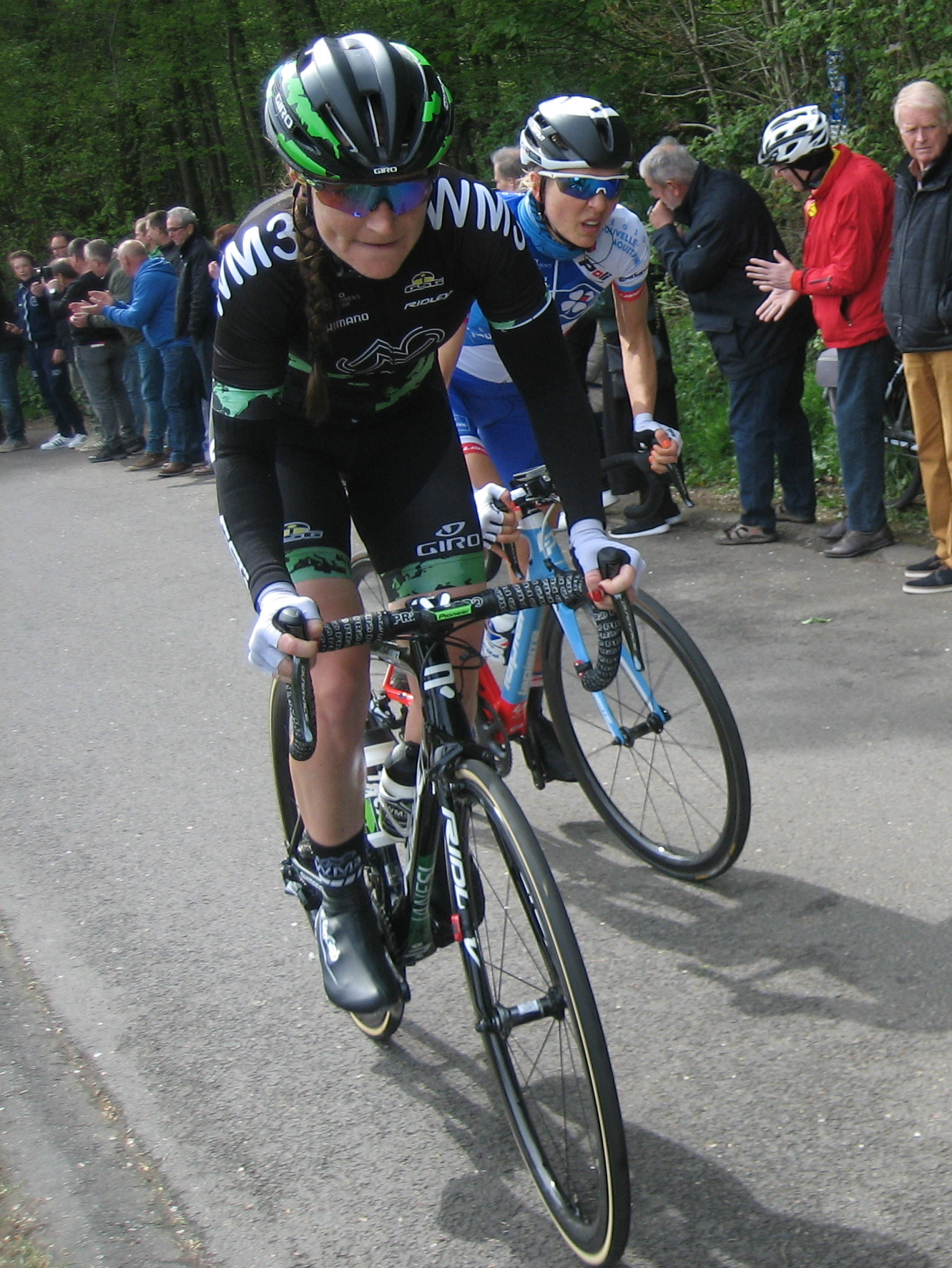
Lauren Kitchen à l'Amstel Gold Race

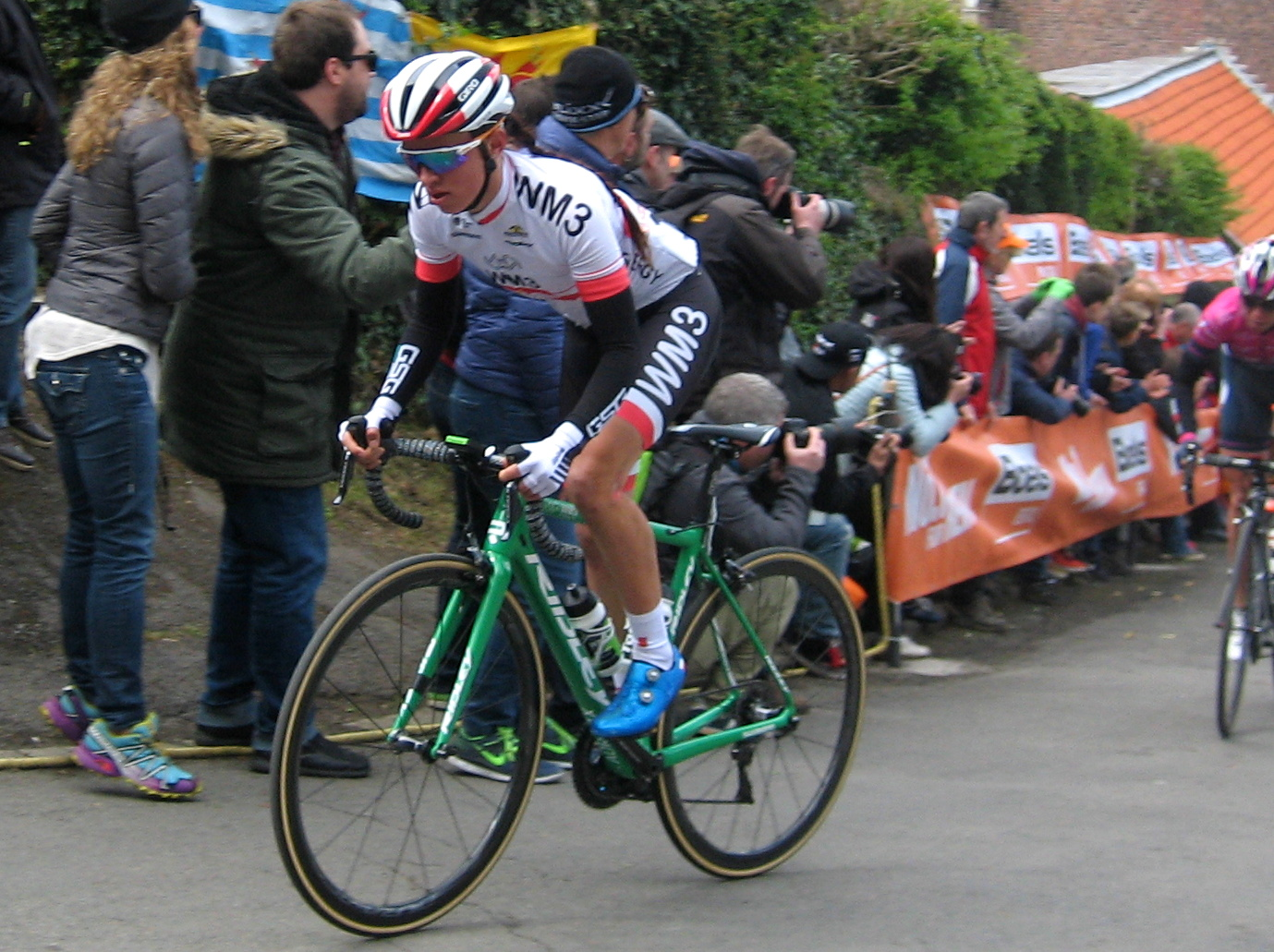
Katarzyna Niewiadoma dans le mur de Huy

Au Tour des Flandres, Katarzyna Niewiadoma accélère sur les pentes du Kanarieberg et provoque une sélection importante. Au sommet, elle est accompagnée de Lizzie Deignan, Elisa Longo Borghini, Ashleigh Moolman et Elena Cecchini. Le peloton, réduit à trente unités, les reprend rapidement. Dans le Kruisberg, Amy Pieters imprime un rythme élevé. Anna van der Breggen place ensuite une attaque suivie par Katarzyna Niewiadoma, Elisa Longo Borghini et Annemiek van Vleuten. Elles maintiennent un faible écart face au peloton. Dans le vieux Quaremont, elles sont presque reprise alors qu'Ellen van Dijk mène la poursuite, mais elles parviennent à conserver quelques mètres. Annemiek van Vleuten perd le contact avec les trois autres coureuses mais revient dans la descente vers le Paterberg, où elle décroche de nouveau avant de revenir. Derrière les équipes Sunweb et Canyon-SRAM chassent. Anna van der Breggen reçoit la consigne de ne plus contribuer à l'échappée car son équipe est bien représentée à l'arrière. Les quatre échappées sont finalement reprises sous la flamme rouge. Katarzyna Niewiadoma se classe huitième,.
À l'Amstel Gold Race, dans la deuxième ascension du Cauberg, un groupe de huit leaders s'échappe dont Katarzyna Niewiadoma. Il est rapidement repris. Dans la troisième montée du Cauberg, Elizabeth Deignan accélère de nouveau, cette fois accompagnée d'Elisa Longo Borghini et Katarzyna Niewiadoma. Dans la dernière ascension du Bemelerberg, Annemiek van Vleuten attaque suivie par Anna van der Breggen et Coryn Rivera. Elles reviennent immédiatement sur la tête de course. Quelques centaines de mètres plus loin, Anna van der Breggen part seule et n'est plus rejointe. Au sprint, Annemiek van Vleuten et Katarzyna Niewiadoma se classent troisième ex-aequo, la photo finish ne parvenant pas à les départager,,. À la Flèche wallonne, Katarzyna Niewiadoma attaque dans la côte de Cherave et est suivie par Anna van der Breggen et Elizabeth Deignan. À trois kilomètres de l'arrivée, la Néerlandaise accélère et finit seule. Katarzyna Niewiadoma est troisième,. Sur Liège-Bastogne-Liège, Katarzyna Niewiadoma attaque dans la Roche aux faucons. Elle est suivie par Elizabeth Deignan, Anna van der Breggen, Ashleigh Moolman et Elisa Longo Borghini. L'écart atteint quarante secondes au bout de trois kilomètres. Dans la côte de Saint-Nicolas, Katarzyna Niewiadoma accélère mais c'est Anna van der Breggen qui part seule au sommet. Derrière Elizabeth Deignan se trouve avec Katarzyna Niewiadoma. La Polonaise est une nouvelle fois troisième,.
Au Circuit de Borsele, Riejanne Markus s'échappe avec Eugenia Bujak avant de la devancer au sprint. Marianne Vos est troisième. Il s'agit de la première victoire de la saison. La semaine suivante, l'équipe domine le Gracia Orlova. Riejanne Markus gagne la première étape, Anouska Koster la deuxième, Riejanne Markus récidive le lendemain avant de remporter le classement général.

### Mai
Marianne Vos retrouve ensuite des sensations en levant les bras au Trofee Maarten Wynants puis chez elle sur le 7-Dorpenomloop van Aalburg. À Dwars door de Westhoek, un groupe de dix-huit leaders se forme. Sur le circuit local, Lauren Kitchen tente la première de partir seule. Elle est reprise. Valentina Scandolara contre et n'est plus revue. Elle gagne avec une dizaine de secondes d'avance sur ses poursuivantes.
À Gooik-Geraardsbergen-Gooik, le mur de Grammont puis le Bosberg, permettent à Ellen Van Dijk, Lucinda Brand, Elisa Longo Borghini et Marianne Vos de s'isoler. Elles sont ensuite reprises au kilomètre cent-deux. L'équipe WM3 envoie des coureuses ensuite à tour de rôle. Anna Plichta tente la première. Ensuite Yara Kastelijn et Maria Giulia Confalonieri s'échappent. Les deux coureuses ont une minute d'avance à vingt kilomètres de l'arrivée. À dix kilomètres de la ligne, Ellen van Dijk et Elisa Longo Borghini partent en poursuite.  Elles opèrent la jonction à six kilomètres du but. Yara Kastelijn perd le contact avec l'échappée. Marianne Vos accélère alors et revient immédiatement sur la tête. Elle bat ensuite ses compagnonnes d'échappée au sprint.

### Juin
Au Women's Tour, immédiatement après le deuxième sprint intermédiaire de la première étape, à cinquante kilomètres de l'arrivée, Katarzyna Niewiadoma attaque seule. Elle dira après l'étape avoir espéré du soutien de l'arrière. Son avance culmine à trois minutes trente. Le peloton mené par la formation Boels Dolmans, lance la poursuite trop tard et la Polonaise s'impose avec une minute quarante deux d'avance. Elle devient donc la première leader de l'épreuve et prend une sérieuse option sur la victoire finale. Derrière Marianne Vos gagne le sprint du peloton devant Christine Majerus,. Sur la deuxième étape, Marianne Vos est quatrième et Katarzyna Niewiadoma cinquième. Le lendemain, Marianne chute et se casse la clavicule. La formation WM3 gère ensuite l'avance de Katarzyna Niewiadoma qui n'est pas inquiétée et s'impose au terme de la course par étapes au classement général,.

### Juillet
Au Tour d'Italie, la formation se classe sixième du contre-la-montre par équipes inaugural. Lors de la deuxième étape, la difficile ascension de la Forcella avec un sommet à une vingtaine de kilomètres de l'arrivée permet aux favorites de s'exprimer. Katarzyna Niewiadoma ne parvient pas à suivre Anna van der Breggen, Annemiek van Vleuten et Elisa Longo Borghini. À l'arrivée, elle finit quatrième mais concède près de deux minutes au trio de tête,,. Sur le difficile contre-la-montre de la cinquième étape, elle prend la septième place,,. Lauren Kitchen est cinquième de la septième étape au sprint. Lors de l'ultime étape, la montée du Vésuve permet aux favorites de se détacher. Katarzyna Niewiadoma se classe troisième de l'étape. Au classement général final, elle est sixième,,.
Sur le BeNe Ladies Tour, Marianne Vos effectue son retour à la compétition. Elle ne figure pas dans le top10 du prologue. Le lendemain, la pluie et le vent accompagnent l'étape qui comporte plusieurs secteurs pavés. Marianne Vos anime continuellement la course et fait partie de toutes les échappées. Le passage sur les pavés scinde le peloton en plusieurs parties. Le groupe de tête est constitué de Marianne Vos, Monique van de Ree, Kelly Druyts, Valerie Demey, Alba Teruel et Alice Barnes. Lors du dernier passage sur la ligne, il compte vingt-sept secondes d'avance. Devant, le rythme de Marianne Vos met tout d'abord en difficulté Kelly Druyts, puis Valerie Demey, Monique van de Ree et Alba Teruel. À vingt kilomètres de l'arrivée, seule Alice Barnes parvient à suivre la Néerlandaise. Cette dernière tente de lâcher la Britannique sur le dernier secteur pavé sans succès. Elles se disputent la victoire au sprint. La jeune Britannique gagne l'étape et s'empare de la tête du classement général,,. Marianne Vos dispute les sprints intermédiaires le lendemain afin d'obtenir des bonifications. Elle se classe première du sprint du peloton, mais Elinor Barker parvient à se maintenir en tête pour quelques mètres. L'après-midi, Marianne Vos gagne le contre-la-montre et s'empare de la tête du classement général,. Elle s'adjuge encore la dernière étape au sprint, confortant ainsi son avance au classement général. Elle gagne aussi le classement par points,.
À La course by Le Tour de France, Katarzyna Niewiadoma finit neuvième au col d'Izoard. Dans les rues de Marseille, elle gagne une place pour finir huitième. La semaine suivante, à la RideLondon-Classique, Marianne Vos est quatrième du sprint final.

### Août

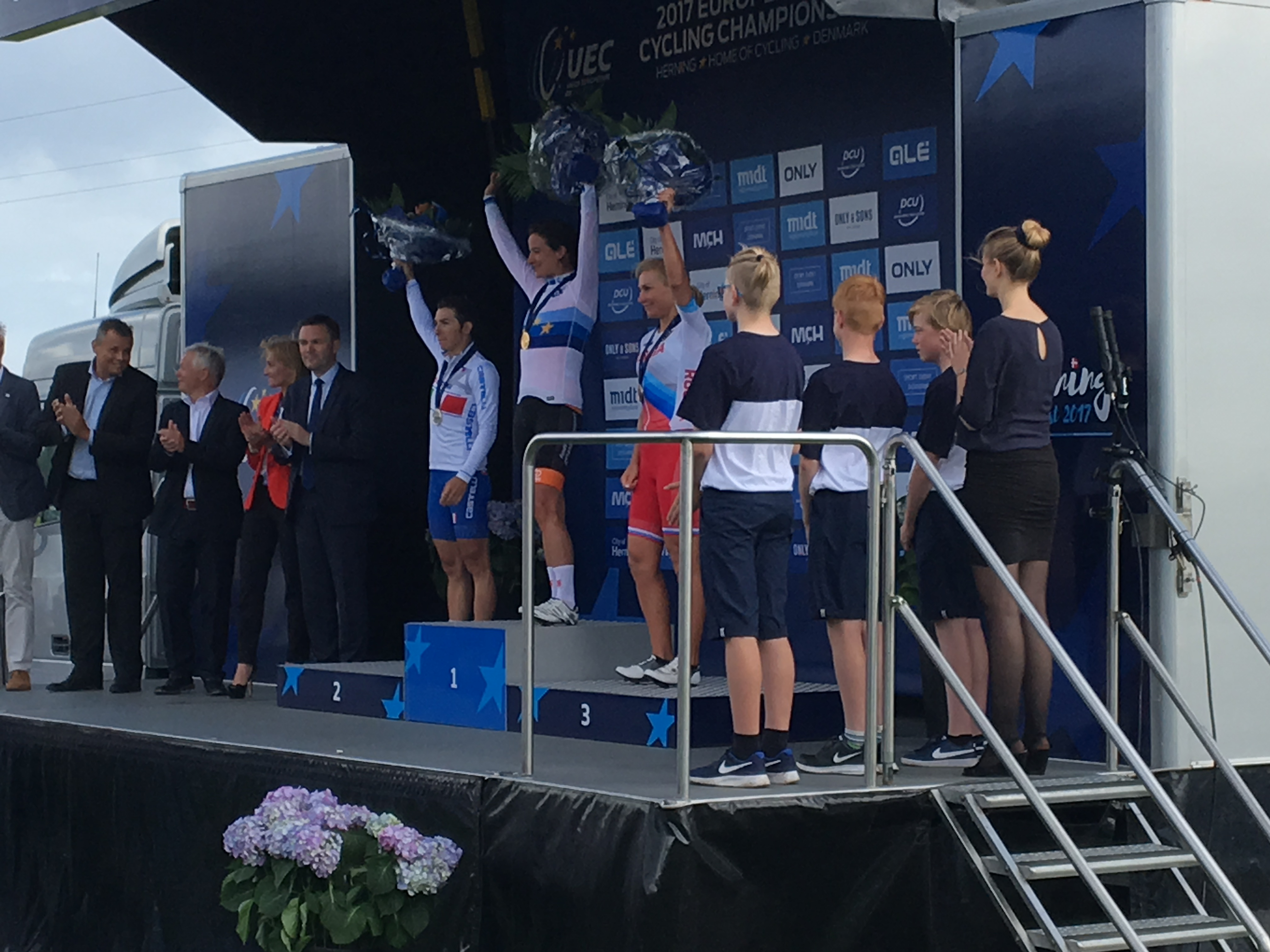
Marianne Vos devient championne d'Europe

Lors de la course en ligne des championnats d'Europe, l'équipe des Pays-Bas mène une course de mouvement. Au début du dernier tour, l'échappée décisive se forme. Il s'agit de Marianne Vos, Olga Zabelinskaya, Katarzyna Pawlowska, Elisa Longo Borghini, Giorgia Bronzini, Charlotte Becker et Sheyla Gutierrez. L'écart grandit rapidement, le peloton ne s'organisant que tardivement. Sheyla Gutierrez,  Katarzyna Pawlowska et Charlotte Becker sont distancées pour diverses raisons. Dans le dernier kilomètre, Olga Zabelinskaya attaque afin d'éliminer Elisa Longo Borghini. Giorgia Bronzini et Marianne Vos sont donc emmenées dans un fauteuil vers l'arrivée. Le sprint est serré, mais Marianne Vos s'impose devant l'Italienne.
À l'Open de Suède Vårgårda, Marianne Vos est deuxième du sprint massif derrière Lotta Lepistö. La semaine suivante, au Tour de Norvège, elle est deuxième du prologue derrière Ellen van Dijk. Elle est ensuite cinquième de la première étape mais y gagne des bonifications lors des sprints intermédiaires. Le lendemain, elle est deuxième du sprint derrière Chloe Hosking et s'empare du maillot jaune. Troisième de la dernière étape, elle remporte l'épreuve et s'impose également au classement par points.

### Septembre
Au Tour de Belgique, Marianne Vos est deuxième du prologue dans la même seconde que Jolien D'Hoore. Anouska Koster est sixième. Sur la première étape, Marianne Vos remporte le sprint et s'empare de la tête du classement général. Le lendemain, Jolien D'Hoore prend sa revanche en devançant la Néerlandaise au sprint et la repasse au classement général. Sur la dernière étape, Anouska Koster fait partie de l'échappée de onze coureuses qui se forme peu avant le Valkenberg. Lors du premier passage du mur de Grammont, Anouska Koster et Ruth Winder se montrent les plus à l'aise. Dans le peloton, Marianne Vos accélère et provoque une sélection. Dans le Bosberg qui suit, un regroupement se produit. Anouska Koster repart immédiatement avec Coryn Rivera. Toutefois, cette dernière n'est pas relayée, la Néerlandaise protégeant sa leader Marianne Vos. Au kilomètre quatre-vingt huit lors de la deuxième ascension du mur, Anouska Koster file de nouveau avec Ruth Winder. Marianne Vos laisse partir. La poursuite ne s'organisant pas, Anouska Koster s'impose devant Ruth Winder. Elle gagne le classement général au passage. Ruth Winder devient deuxième et Marianne Vos troisième.
Aux championnats du monde sur route, Marianne Vos se met au service de ses coéquipières. Katarzyna Niewiadoma fait partie des meilleures dans l'ascension de Salmon Hill. Dans l'avant dernier tour, l'accélération des favorites dans la côte permet de revenir sur la tête de la course. Néanmoins, le groupe ne coopère pas et il y a regroupement général. Dans la dernière montée de Salmon Hill, Katarzyna Niewiadoma place une attaque, seule Annemiek van Vleuten, Katrin Garfoot et Anna van der Breggen parviennent à la suivre. Elles reprennent les trois échappées. On a donc de nouveau trois Néerlandaises en tête. À huit kilomètres de l'arrivée, Chantal Blaak saisit sa chance et attaque. Katarzyna Niewiadoma démontre encore sa bonne forme en attaquant violemment mais les Néerlandaises sont attentives et la marquent. Le manque de rythme du groupe permet à un peloton de les reprendre dans les derniers mètres. La Polonaise est finalement cinquième,,.

### Octobre
Marianne Vos ne participe pas activement à la saison de cyclo-cross contrairement à ses habitudes.

## Victoires

### Sur route
| Victoires | Victoires                                           | Victoires   | Victoires | Victoires            | Victoires |
| Date      | Course                                              | Pays        | Classe    | Vainqueur            |           |
| --------- | --------------------------------------------------- | ----------- | --------- | -------------------- | --------- |
| 22 avr.   | Circuit de Borsele                                  | Pays-Bas    | 1.1       | Riejanne Markus      |           |
| 27 avr.   | 1re étape, Gracia Orlová                            | Tchéquie    | 2.2       | Riejanne Markus      |           |
| 28 avr.   | 2e étape, Gracia Orlová                             | Tchéquie    | 2.2       | Anouska Koster       |           |
| 29 avr.   | 3e étape, Gracia Orlová                             | Tchéquie    | 2.2       | Riejanne Markus      |           |
| 30 avr.   | Classement général, Gracia Orlová                   | Tchéquie    | 2.2       | Riejanne Markus      |           |
| 7 mai     | Trofee Maarten Wynants                              | Belgique    | 1.1       | Marianne Vos         |           |
| 13 mai    | 7-Dorpenomloop van Aalburg                          | Pays-Bas    | 1.2       | Marianne Vos         |           |
| 14 mai    | Dwars door de Westhoek                              | Belgique    | 1.1       | Valentina Scandolara |           |
| 28 mai    | Gooik-Geraardsbergen-Gooik                          | Belgique    | 1.1       | Marianne Vos         |           |
| 7 juin    | 1re étape du Tour de Grande-Bretagne féminin        | Royaume-Uni | 2.WWT     | Katarzyna Niewiadoma |           |
| 11 juin   | Classement général, Tour de Grande-Bretagne féminin | Royaume-Uni | 2.WWT     | Katarzyna Niewiadoma |           |
| 15 juill. | 2eb étape, Baloise Ladies Tour                      | Belgique    | 2.1       | Marianne Vos         |           |
| 16 juill. | 3e étape, Baloise Ladies Tour                       | Pays-Bas    | 2.1       | Marianne Vos         |           |
| 16 juill. | Classement général, Baloise Ladies Tour             | Belgique    | 2.1       | Marianne Vos         |           |
| 5 août    | Championnat d'Europe sur route                      | Danemark    | CC        | Marianne Vos         |           |
| 20 août   | Classement général, Tour de Norvège                 | Norvège     | 2.WWT     | Marianne Vos         |           |
| 6 sept.   | 1re étape du Tour de Belgique                       | Belgique    | 2.1       | Marianne Vos         |           |
| 8 sept.   | 3e étape du Tour de Belgique                        | Belgique    | 2.1       | Anouska Koster       |           |
| 8 sept.   | Classement général, Tour de Belgique                | Belgique    | 2.1       | Anouska Koster       |           |

### En cyclo-cross
| Date       | Course                                        | Pays     | Classe | Vainqueur    |
| ---------- | --------------------------------------------- | -------- | ------ | ------------ |
| 8 janvier  | Championnats des Pays-Bas de cyclo-cross      | Pays-Bas | CN     | Marianne Vos |
| 15 janvier | Coupe du monde de cyclo-cross #8, Fiuggi      | Italie   | CDM    | Marianne Vos |
| 22 janvier | Coupe du monde de cyclo-cross #9, Hoogerheide | Pays-Bas | CDM    | Marianne Vos |

### Résultats sur les courses majeures

#### World Tour
| Date                | #  | Course                                   | Pays            | Meilleure classée    | Classement |
| ------------------- | -- | ---------------------------------------- | --------------- | -------------------- | ---------- |
| 4 mars              | 1  | Strade Bianche                           | Italie          | Katarzyna Niewiadoma | 2e         |
| 11 mars             | 2  | Tour de Drenthe                          | Pays-Bas        | Marianne Vos         | 7e         |
| 19 mars             | 3  | Trofeo Alfredo Binda-Comune di Cittiglio | Italie          | Katarzyna Niewiadoma | 8e         |
| 26 mars             | 4  | Gand-Wevelgem                            | Belgique        | Anouska Koster       | 17e        |
| 2 avril             | 5  | Tour des Flandres                        | Belgique        | Katarzyna Niewiadoma | 8e         |
| 16 avril            | 6  | Amstel Gold Race                         | Pays-Bas        | Katarzyna Niewiadoma | 3e         |
| 19 avril            | 7  | Flèche wallonne                          | Belgique        | Katarzyna Niewiadoma | 3e         |
| 23 avril            | 8  | Liège-Bastogne-Liège                     | Belgique        | Katarzyna Niewiadoma | 3e         |
| 5-7 mai             | 9  | Tour de l'île de Chongming               | Chine           | Lauren Kitchen       | 32e        |
| 11-14 mai           | 10 | Tour de Californie                       | États-Unis      | -                    | -          |
| 4 juin              | 11 | Philadelphia Cycling Classic             | États-Unis      | Course annulée       |            |
| 7-11 juin           | 12 | The Women's Tour                         | Grande-Bretagne | Katarzyna Niewiadoma | Vainqueur  |
| 30 juin-9 juillet   | 13 | Tour d'Italie                            | Italie          | Katarzyna Niewiadoma | 6e         |
| 20 juillet          | 14 | La course by Le Tour de France           | France          | Katarzyna Niewiadoma | 9e         |
| 29 juillet          | 15 | RideLondon-Classique                     | Grande-Bretagne | Marianne Vos         | 4e         |
| 11 août             | 16 | Open de Suède Vårgårda TTT               | Suède           | WM3                  | 7e         |
| 13 août             | 17 | Open de Suède Vårgårda                   | Suède           | Marianne Vos         | 2e         |
| 17-20 août          | 18 | Tour de Norvège                          | Norvège         | Marianne Vos         | Vainqueur  |
| 26 août             | 19 | Grand Prix de Plouay                     | France          | Anouska Koster       | 32e        |
| 29 août-3 septembre | 20 | Boels Rental Ladies Tour                 | Pays-Bas        | Katarzyna Niewiadoma | 7e         |
| 10 septembre        | 21 | La Madrid Challenge by La Vuelta         | Espagne         | -                    | -          |

WM3 est sixième du classement par équipes. Katarzyna Niewiadoma est troisième du classement individuel et Marianne Vos onzième.

#### Grand tour
| Grand tour            | Tour d'Italie             |
| --------------------- | ------------------------- |
| Coureuse (classement) | Katarzyna Niewiadoma (6e) |
| Accessits             | -                         |

## Classement mondial
| Rang | Coureuse             | Points |
| ---- | -------------------- | ------ |
| 3    | Marianne Vos         | 1012   |
| 5    | Katarzyna Niewiadoma | 999    |
| 48   | Anouska Koster       | 229    |
| 57   | Riejanne Markus      | 172    |
| 80   | Moniek Tenniglo      | 112    |
| 109  | Valentina Scandolara | 82     |
| 152  | Lauren Kitchen       | 45     |
| 166  | Jeanne Korevaar      | 40     |
| 229  | Anna Plichta         | 21     |
| 467  | Rotem Gafinovitz     | 5      |
| 517  | Yara Kastelijn       | 3      |

WM3 est quatrième du classement par équipes.